# Juan Danilo Santacruz
Juan Danilo Santacruz González (Caaguazú, Paraguay, 12 de junio de 1995) es un futbolista paraguayo. Juega de centrocampista y su equipo actual es el Club Jaiba Brava en la Liga de Expansión en Mexico.

## Trayectoria
Participó de la selección paraguaya de la categoría el Campeonato Sudamericano de Fútbol Sub-20 de 2013, disputado en Argentina en donde se consagró Subcampeón.

## Estadísticas
Actualizado al último partido disputado el 12 de noviembre de 2022
| Club                         |               | Div.          | Temporada     | Liga  | Liga  | Copas nacionales | Copas nacionales | Copas internacionales | Copas internacionales | Total | Total |
| Club                         |               | Div.          | Temporada     | Part. | Goles | Part.            | Goles            | Part.                 | Goles                 | Part. | Goles |
| ---------------------------- | ------------- | ------------- | ------------- | ----- | ----- | ---------------- | ---------------- | --------------------- | --------------------- | ----- | ----- |
| Libertad Paraguay            |               | 1.ª           | 2014          | 13    | 4     | —                | —                | 0                     | 0                     | 13    | 4     |
| Libertad Paraguay            |               | 1.ª           | 2015          | 29    | 2     | —                | —                | 2                     | 0                     | 31    | 2     |
| Libertad Paraguay            |               | 1.ª           | 2016          | 7     | 2     | —                | —                | 0                     | 0                     | 7     | 2     |
| Libertad Paraguay            |               | 1.ª           | 2017          | 28    | 1     | —                | —                | 5                     | 1                     | 33    | 2     |
| Libertad Paraguay            |               | 1.ª           | 2018          | 11    | 1     | —                | —                | 1                     | 0                     | 12    | 1     |
| Libertad Paraguay            |               | Total club    | Total club    | 88    | 10    | 0                | 0                | 8                     | 1                     | 96    | 11    |
| Nacional Paraguay            |               | 1.ª           | 2018          | 21    | 2     | —                | —                | 2                     | 1                     | 23    | 3     |
| Nacional Paraguay            |               | 1.ª           | 2019          | 16    | 3     | —                | —                | 2                     | 0                     | 18    | 3     |
| Nacional Paraguay            |               | 1.ª           | 2020          | 26    | 6     | —                | —                | 2                     | 0                     | 28    | 6     |
| Nacional Paraguay            |               | 1.ª           | 2021          | 2     | 0     | —                | —                | 0                     | 0                     | 2     | 0     |
| Nacional Paraguay            |               | 1.ª           | 2022          | 38    | 12    | —                | —                | 1                     | 0                     | 39    | 12    |
| Nacional Paraguay            |               | Total club    | Total club    | 103   | 23    | 0                | 0                | 7                     | 1                     | 110   | 24    |
| Deportivo Pereira · Colombia |               | 1.ª           | 2023          | 6     | 0     | —                | —                | 0                     | 0                     | 11    | 1     |
| Deportivo Pereira · Colombia |               | Total club    | Total club    | 6     | 0     | 1                | 0                | 4                     | 1                     | 11    | 1     |
| Club Guaraní Paraguay        |               | 1.ª           | 2024          |       | 2     |                  |                  |                       |                       |       |       |
| Club Guaraní Paraguay        | Total club    |               |               |       |       |                  |                  |                       |                       |       |       |
| Nacional 🇵🇾 Paraguay         |               | 1.ª           | 2025          | 1     | 0     |                  |                  |                       |                       |       |       |
| Total carrera                | Total carrera | Total carrera | Total carrera | 197   | 33    | 1                | 0                | 19                    | 3                     | 218   | 36    |

## Palmarés

### Títulos nacionales
| Título          | Club     | País     | Año  |
| --------------- | -------- | -------- | ---- |
| Torneo Apertura | Libertad | Paraguay | 2014 |
| Torneo Clausura | Libertad | Paraguay | 2014 |
| Torneo Apertura | Libertad | Paraguay | 2016 |
| Torneo Apertura | Libertad | Paraguay | 2017 |